# كسوف الشمس 28 فبراير 2063
سيحدث كسوف حلقي للشمس في 28 فبراير 2063. يحدث كسوف الشمس عندما يمر القمر بين الأرض والشمس ، وبالتالي يحجب صورة الشمس كليًا أو جزئيًا عن مشاهد على الأرض. يحدث الكسوف الحلقي للشمس عندما يكون القطر الظاهر للقمر أصغر من قطر الشمس ، مما يحجب معظم ضوء الشمس ويتسبب في ظهور الشمس كحلقة . يظهر الخسوف الحلقي على شكل كسوف جزئي فوق منطقة من الأرض يبلغ عرضها آلاف الكيلومترات.

## الخسوفات ذات الصلة

### كسوف الشمس 2062-2065
هذا الكسوف هو جزء من سلسلة كسوف الشمس 2062-2065. يتكرر الكسوف في كل 177 يومًا تقريبًا و 4 ساعات في العقد المتناوبة من مدار القمر.
| 121 | مارس 11, 2062 جزئي   | 126 | سبتمبر 3, 2062 جزئي |
| 131 | فبراير 28, 2063 حلقي | 136 | أغسطس 24, 2063 كلي  |
| 141 | فبراير 17, 2064 حلقي | 146 | أغسطس 12, 2064 كلي  |
| 151 | فبراير 5, 2065 جزئي  | 156 | أغسطس 2, 2065 جزئي  |

### ساروس 131
وهي جزء من دورة ساروس 131 وتتكرر كل 18 سنة و 11 يوماً وتحتوي على 70 حدثاً.
- بدأت السلسلة بكسوف جزئي للشمس في 1 أغسطس 1125.
- وهي تحتوي على كسوف كلي من 27 مارس 1522 حتى 30 مايو 1612
- وخسوف هجين من 10 يونيو 1630 حتى 24 يوليو 1702
- وخسوف حلقي من 4 أغسطس 1720 حتى 18 يونيو 2243.
- تنتهي السلسلة عند العضو 70 ككسوف جزئي في 2 سبتمبر 2369.

.كانت أطول مدة الكلية 58 ثانية فقط في 30 مايو 1612. تحدث جميع الكسوفات في هذه السلسلة عند العقدة الصاعدة للقمر.
| Series members 33–70 occur between 1702 and 2369 | Series members 33–70 occur between 1702 and 2369 | Series members 33–70 occur between 1702 and 2369 |
| 33                                               | 34                                               | 35                                               |
| ------------------------------------------------ | ------------------------------------------------ | ------------------------------------------------ |
| يوليو 24, 1702                                   | أغسطس 4, 1720                                    | أغسطس 15, 1738                                   |
| 36                                               | 37                                               | 38                                               |
| أغسطس 25, 1756                                   | سبتمبر 6, 1774                                   | سبتمبر 16, 1792                                  |
| 39                                               | 40                                               | 41                                               |
| سبتمبر 28, 1810                                  | أكتوبر 9, 1828                                   | أكتوبر 20, 1846                                  |
| 42                                               | 43                                               | 44                                               |
| أكتوبر 30, 1864                                  | نوفمبر 10, 1882                                  | نوفمبر 22, 1900                                  |
| 45                                               | 46                                               | 47                                               |
| ديسمبر 3, 1918 [الإنجليزية]                      | ديسمبر 13, 1936 [الإنجليزية]                     | ديسمبر 25, 1954 [الإنجليزية]                     |
| 48                                               | 49                                               | 50                                               |
| يناير 4, 1973 [الإنجليزية]                       | يناير 15, 1991 [الإنجليزية]                      | يناير 26, 2009                                   |
| 51                                               | 52                                               | 53                                               |
| فبراير 6, 2027                                   | فبراير 16, 2045                                  | فبراير 28, 2063                                  |
| 54                                               | 55                                               | 56                                               |
| مارس 10, 2081                                    | مارس 21, 2099                                    | أبريل 2, 2117                                    |
| 57                                               | 58                                               | 59                                               |
| أبريل 13, 2135                                   | أبريل 23, 2153                                   | مايو 5, 2171                                     |
| 60                                               | 61                                               | 62                                               |
| مايو 15, 2189                                    | مايو 27, 2207                                    | يونيو 6, 2225                                    |
| 63                                               | 64                                               | 65                                               |
| يونيو 18, 2243                                   | يونيو 28, 2261                                   | يوليو 9, 2279                                    |
| 66                                               | 67                                               | 68                                               |
| يوليو 20, 2297                                   | أغسطس 1, 2315                                    | أغسطس 11, 2333                                   |
| 69                                               | 70                                               |                                                  |
| أغسطس 22, 2351                                   | سبتمبر 2, 2369                                   |                                                  |

### سلسلة اينكس
هذا الكسوف هو جزء من دورة اينكس طويلة الأمد ، يتكرر عند العقد المتناوبة ، كل 358 شهرًا سينوديًا (≈ 10571.95 يومًا ، أو 29 عامًا ناقص 20 يومًا).
مظهرها وخط طولها غير منتظمين بسبب عدم التزامن مع الشهر غير الطبيعي (فترة الحضيض). ومع ذلك ، فإن مجموعات 3 دورات اينكس (87 سنة ناقص شهرين) تقترب (≈ 1،151.02 شهرًا غير طبيعي) ، لذا فإن الكسوف متشابه في هذه المجموعات.
| أعضاء سلسلة اينكس بين عامي 1901 و 2100: | أعضاء سلسلة اينكس بين عامي 1901 و 2100: | أعضاء سلسلة اينكس بين عامي 1901 و 2100: |
| --------------------------------------- | --------------------------------------- | --------------------------------------- |
| 22 نوفمبر 1919 (ساروس 141)              | 1 نوفمبر 1948 (ساروس 142)               | 12 أكتوبر 1977 (ساروس 143)              |
| 22 سبتمبر 2006 (ساروس 144)              | 2 سبتمبر 2035 (ساروس 145)               | 12 أغسطس 2064 (ساروس 146)               |
| 23 يوليو 2093 (ساروس 147)               |                                         |                                         |

### سلسلة تريتوس
هذا الكسوف هو جزء من دورة تريتوس ، يتكرر عند العقد المتناوبة كل 135 شهرًا متزامنًا (≈ 3986.63 يومًا ، أو 11 عامًا ناقص شهر واحد). مظهرها وخط طولها غير منتظمين بسبب نقص التزامن مع الشهر غير الطبيعي (فترة الحضيض) ، لكن التجمعات المكونة من 3 دورات تريتوس (33 عامًا ناقص 3 أشهر) تقترب (≈ 434.044 شهرًا غير طبيعي) ، لذا فإن الكسوف متشابه في هذه التجمعات.[بحاجة لمصدر]
| أعضاء سلسلة تريتوس بين عامي 1901 و 2100 | أعضاء سلسلة تريتوس بين عامي 1901 و 2100 | أعضاء سلسلة تريتوس بين عامي 1901 و 2100 | أعضاء سلسلة تريتوس بين عامي 1901 و 2100 |
| --------------------------------------- | --------------------------------------- | --------------------------------------- | --------------------------------------- |
| 9 سبتمبر 1904 (ساروس 133)               | 10 أغسطس 1915 (ساروس 134)               | 9 يوليو 1926 (ساروس 135)                |                                         |
| 8 يونيو 1937 (ساروس 136)                | 9 مايو 1948 (ساروس 137)                 | 8 أبريل 1959 (ساروس 138)                |                                         |
| 7 مارس 1970 (ساروس 139)                 | 4 فبراير 1981 (ساروس 140)               | 4 يناير 1992 (ساروس 141)                |                                         |
| 4 ديسمبر 2002 (ساروس 142)               | 3 نوفمبر 2013 (ساروس 143)               | 2 أكتوبر 2024 (ساروس 144)               |                                         |
| 2 سبتمبر 2035 (ساروس 145)               | 2 أغسطس 2046 (ساروس 146)                | 1 يوليو 2057 (ساروس 147)                |                                         |
| 31 مايو 2068 (ساروس 148)                | 1 مايو 2079 (ساروس 149)                 | 31 مارس 2090 (ساروس 150)                |                                         |

### سلسلة ميتونيك
تتكرر السلسلة ميتونيك كل 19 عامًا (6939.69 يومًا) ، وتستمر حوالي 5 دورات. يحدث الكسوف في نفس تاريخ التقويم تقريبًا. بالإضافة إلى ذلك ، تتكرر سلسلة اكتون الفرعية 1/5 من ذلك أو كل 3.8 سنوات (1387.94 يومًا). تحدث جميع الكسوفات في هذا الجدول عند العقدة الهابطة للقمر.
| 21 أحداث الكسوف بين 21 يونيو 1982 و 21 يونيو 2058 | 21 أحداث الكسوف بين 21 يونيو 1982 و 21 يونيو 2058 | 21 أحداث الكسوف بين 21 يونيو 1982 و 21 يونيو 2058 | 21 أحداث الكسوف بين 21 يونيو 1982 و 21 يونيو 2058 | 21 أحداث الكسوف بين 21 يونيو 1982 و 21 يونيو 2058 |
| يونيو21                                           | أبريل 8–9                                         | يناير26                                           | نوفمبر 13–14                                      | سبتمبر 1–2                                        |
| 107                                               | 109                                               | 111                                               | 113                                               | 115                                               |
| ------------------------------------------------- | ------------------------------------------------- | ------------------------------------------------- | ------------------------------------------------- | ------------------------------------------------- |
| يونيو21, 1963                                     | أبريل 9, 1967                                     | يناير26, 1971                                     | نوفمبر 14, 1974                                   | سبتمبر 2, 1978                                    |
| 117                                               | 119                                               | 121                                               | 123                                               | 125                                               |
| يونيو21, 1982 [الإنجليزية]                        | أبريل 9, 1986 [الإنجليزية]                        | يناير26, 1990 [الإنجليزية]                        | نوفمبر 13, 1993 [الإنجليزية]                      | سبتمبر 2, 1997 [الإنجليزية]                       |
| 127                                               | 129                                               | 131                                               | 133                                               | 135                                               |
| يونيو21, 2001                                     | أبريل 8, 2005                                     | يناير26, 2009                                     | نوفمبر 13, 2012                                   | سبتمبر 1, 2016                                    |
| 137                                               | 139                                               | 141                                               | 143                                               | 145                                               |
| يونيو21, 2020                                     | أبريل 8, 2024                                     | يناير26, 2028                                     | نوفمبر 14, 2031                                   | سبتمبر 2, 2035                                    |
| 147                                               | 149                                               | 151                                               | 153                                               | 155                                               |
| يونيو21, 2039                                     | أبريل 9, 2043                                     | يناير26, 2047                                     | نوفمبر 14, 2050                                   | سبتمبر 2, 2054                                    |
| 157                                               |                                                   |                                                   |                                                   |                                                   |
| يونيو21, 2058                                     |                                                   |                                                   |                                                   |                                                   |

## روابط خارجية
- www.solar-eclipse.de - متوسط التغطية السحابية والمدن على طول مسار الكسوف
- رسومات ناسا